# Invecchiamento di una traduzione
La questione dell'invecchiamento di una traduzione si lega alla possibilità di ritradurre uno stesso prototesto  più volte negli anni per diverse ragioni. La più ovvia riguarda il linguaggio adottato nella versione precedente, ormai obsoleto, ma non è l'unica causa.
Secondo Bruno Osimo (2004:38), se si prende in esame una serie di traduzioni di una stessa opera verso una stessa lingua in un certo arco storico, è possibile inferire retroduttivamente gli sviluppi culturali di quel periodo e cercare di intuire le idiosincrasie dei singoli traduttori, i tabù sociali, le influenze socioculturali e le mode lessicali. Parlando di traduzioni datate bisogna considerare che, al di là dell'invecchiamento, esistono anche lettori e critici che hanno bisogno o sono semplicemente curiosi di consultare un'altra versione, un altro punto di vista sul testo originale.

## Atto comunicativo traduttore
Per quanto riguarda la semplicità con cui una traduzione diventa “obsoleta”, Anton Popovič si sofferma sulla natura specifica del processo traduttivo: «La serialità della traduzione come modalità della sua esistenza rispetto alla compiutezza dell'opera creativa originale è una proprietà pericolosa. In forza della sua "apertura" la traduzione è più presto soggetta a invecchiamento. Può ritrovarsi esclusa dal "giro" letterario. Questo fatto determina anche il posto della traduzione nel processo letterario» (Popovič 1975: 128). Secondo Popovič, dunque, è la ritraduzione stessa che mette in risalto l'invecchiamento di una traduzione precedente. In altre parole, sarebbe la comparsa di una nuova versione di un certo prototesto a mettere in evidenza le carenze e il residuo traduttivo presenti in una versione precedente e fino a quel momento considerata canonica, e accettata a pieno titolo come "rappresentante" di quel prototesto.
Osimo afferma che la causa dell'invecchiamento va ricercata nella circostanza che la lingua e lo stile della traduzione dipendono dal canone dell'espressione vigente al momento in cui la traduzione viene fatta. A tale canone si attiene anche il ricevente, nel caso della traduzione i lettori, tra cui anche il "protolettore" che è il traduttore. Il ricevente valuta la traduzione sia in relazione ad altre precedenti attualizzazioni dello stesso prototesto nella lingua ricevente, sia in relazione all'originale.

## L'accettabilità
Secondo Toury le traduzioni tendono a invecchiare più rapidamente quando il traduttore adotta la strategia dell'accettabilità: il metatesto è creato per lettori contemporanei, quindi i suoi requisiti sono dettati dai criteri di accettabilità di una data generazione di lettori e critici. In realtà, l'invecchiamento di una traduzione non è un fenomeno assoluto, ma relativo: gli esempi tratti dalla pratica mostrano che ai lettori interessano anche le traduzioni più vecchie. In esse c'è l'attrattiva di ciò che è vecchio, una sorta di patina arcaica, uguale a quella dei prototesti di origine antica. Dunque, il canone di accettabilità dei lettori di ciascuna generazione fa sì che, a seconda dei momenti storici, i lettori abbiano propensione per un certo tipo di residuo. La traduzione è quell'atto comunicativo ripetibile, portatore di residuo, nei confronti del quale il gusto di un lettore può esprimersi anche ex negativo: e la predilezione di una versione rispetto alle altre è anche predilezione per una certa perdita di contenuto del messaggio rispetto alle altre perdite rappresentate dalle altre versioni, siano esse reali o potenziali (Osimo 2000-2004, 4).
L'invecchiamento di una traduzione induce Popovič (1975) a riflettere sul modo in cui una cultura riceve un testo tradotto (129). A questo proposito, Osimo afferma che il fatto stesso che, per esempio, la traduzione di un classico fatta un secolo fa possa non essere considerata più leggibile e che si ricorra quindi a una ritraduzione più "moderna" è indice che il canone di ricezione di una cultura è determinante, che potrebbe essere diverso (e lo è nei diversi paesi), e cambia nel tempo. L'approccio diacronico contrastivo [...] è un modo per superare il blocco che il critico si trova di fronte a causa dell'implicito culturale. «Il raffronto delle versioni pubblicate con gli originali è il metodo migliore per elaborare una teoria generale e particolare della traduzione» (Gak 1979, citato in Torop 1995:159)